# ابن خلفون
أبو بكر محمد بن إسماعيل بن محمد بن خلفون الأزدي الأندلسي الأونبي (555 - 636 هـ = 1160 - 1239 م) من أئمة الحديث وهو ثقة، وكان بصيرًا بصناعة الحديث، متقنًا، اعتنى بالرواية والنقل اعتناءً تامًا، وعكف على ذلك عمره، وكان حافظًا للأسانيد عارفًا بالرجال، ولي القضاء ببعض النواحي، فشكر في قضائه، وحمدت سيرته.

## روايته للحديث
- سمع من: أبي بكر بن الجد، وأبي عبد الله بن زرقون، وأبي بكر النيار وعدة.
- روى عنه: أبو جعفر بن الطباع وابن مسدي وأكثر عنه أبو بكر بن ست الناس.

## مؤلفاته
من مؤلفاته:
- المنتقى في رجال الحديث، خمس مجلدات.
- المعلم بأسماء شيوخ البخاري ومسلم.
- كتاب في علوم الحديث وصفات نقله.
- كتاب فيه أسماء شيوخ مالك بن أنس الأصبحي.
- مسند حديث مالك بن أنس.
- تلخيص أحاديث الموطأ.
- التعريف بأسماء أصحاب النبي عليه السلام، المخرج حديثهم في كتاب الجامع للبخاري والمسند الصحيح لمسلم بن الحجاج.
- شيوخ أبي داود السجستاني.
- شيوخ أبي عيسى الترمذي.
- رفع التماري في من تكلم فيه من رجال البخاري.
- شيوخ مالك بن أنس.
- كتاب في (الفقه) وجيز.[5]